# 李福成 (1954年)
李福成（1954年—），北京市顺义区大孙各庄镇人，汉族，中华人民共和国政治人物，第十一届全国人民代表大会北京地区代表。
毕业于中央党校。1972年进入顺义县化肥厂工作，1975年加入中国共产党，后任顺义县化肥厂党总支副书记，1983年调入顺义县啤酒厂任党总支副书记，1984年该厂改称燕京啤酒。1989年3月起，李福成任该厂厂长，2015年到龄卸任燕京啤酒集团董事长职务。历任第九、十、十一届全国人大代表。